# Kumyčtina
Kumyčtina (кумык, къумукъ тили, qumuqça, q umuq tili) je turkický jazyk, kterým mluví 365 000 Kumyků v Dagestánu.
Kumyčtina se až do roku 1928 psala arabským písmem. Upravenou latinkou se psala od roku 1928 do roku 1938, kdy byla povinně zavedena cyrilice pro všechny jazyky na území Sovětského svazu.
První noviny v kumyčtině vycházely v letech 1917–18. V současnosti v kumyčtině vycházejí 1x týdně noviny Ёлдаш (Yoldash, Společník), v nákladu 5 000 výtisků.
Abeceda v latince používaná v letech 1928–1938.
| A a | B в | C c | Ç ç | D d | E e | F f | G g |
| Ƣ ƣ | H h | I i | J j | K k | L l | M m | N n |
| Ꞑ ꞑ | O o | Ɵ ɵ | P p | Q q | R r | S s | Ş ş |
| T t | U u | V v | W w | X x | Y y | Z z | Ƶ ƶ |
| Ь ь |     |     |     |     |     |     |     |

Abeceda v cyrilici používaná od roku 1938.

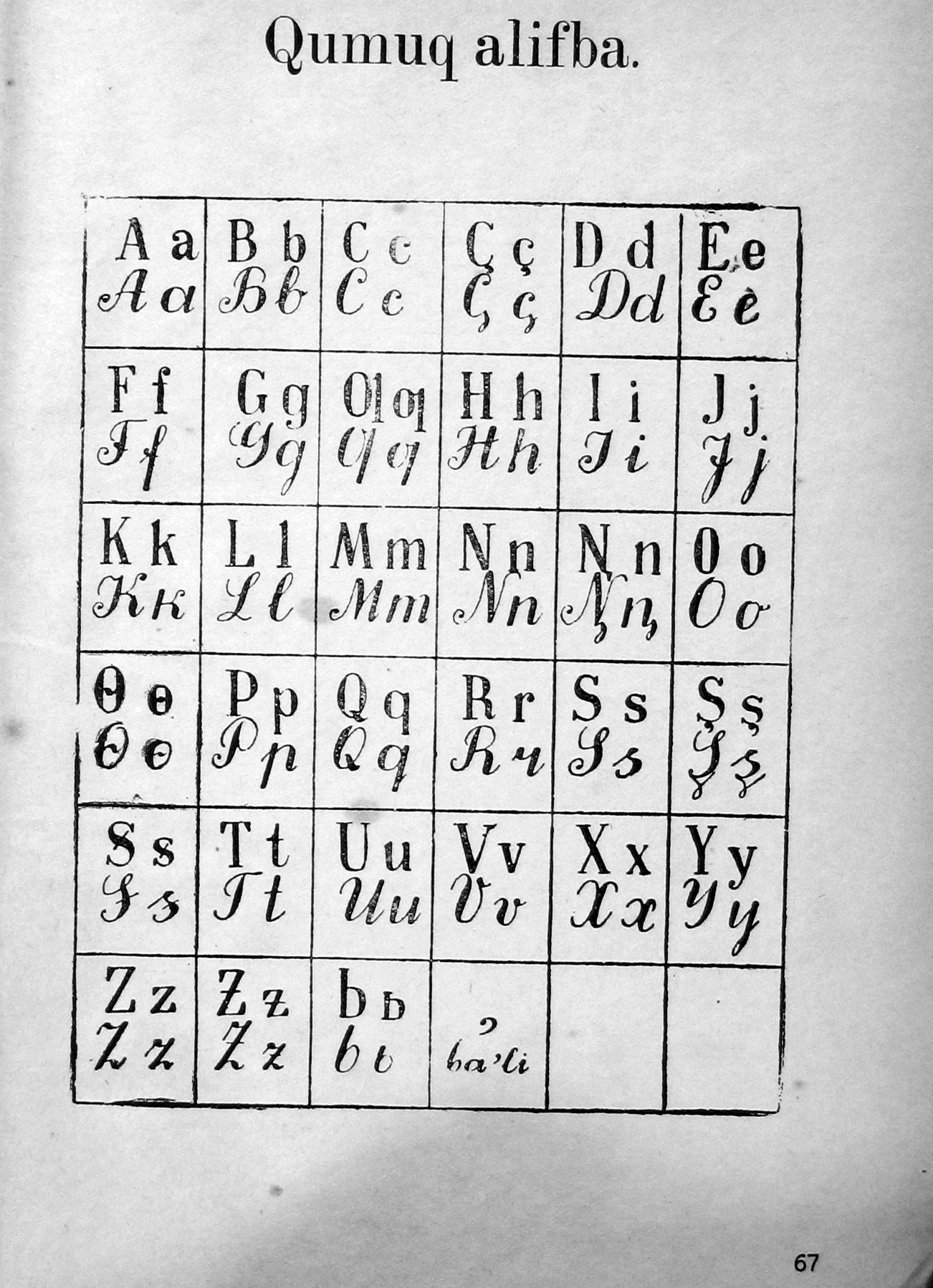
Kumycká abeceda z učebnice z roku 1935.

Vlajka Kumyků v Dagestánu

| А а | Б б | В в   | Г г | Гъ гъ | Гь гь | Д д   | Е е |
| Ё ё | Ж ж | З з   | И и | Й й   | К к   | Къ къ | Л л |
| М м | Н н | Нг нг | О о | Оь оь | П п   | Р р   | С с |
| Т т | У у | Уь уь | Ф ф | Х х   | Ц ц   | Ч ч   | Ш ш |
| Щ щ | Ъ ъ | Ы ы   | Ь ь | Э э   | Ю ю   | Я я   |     |